# Piotr Wroński
Piotr Kazimierz Wroński (ur. 21 marca 1957 w Warszawie) – pułkownik w stanie spoczynku Agencji Wywiadu, oficer służb specjalnych PRL i III RP. Od momentu przejścia na emeryturę zajmuje się pisarstwem i publicystyką.

## Życiorys

### Dzieciństwo
Syn Stanisława i Hanny. Jego dziadek przed wojną był zecerem, w stopniu kaprala walczył w kampanii wrześniowej oraz uczestniczył w powstaniu warszawskim. Matka była w latach 70. i 80. zaopatrzeniowcem w Domu Towarowym „Sawa” w Warszawie, gdzie w latach 1981–1984 pełniła funkcję I sekretarza POP PZPR, a następnie została członkinią Egzekutywy Komitetu Warszawskiego PZPR, natomiast ojciec pracował jako nauczyciel w liceum ogólnokształcącym. Rodzice Piotra Wrońskiego rozwiedli się rok po jego narodzinach.

### Wykształcenie
Od 1976 studiował na Wydziale Polonistyki Uniwersytetu Warszawskiego. W tym czasie – według informacji mediów – był tajnym współpracownikiem Służby Bezpieczeństwa PRL. W latach 1979–1980 odbył studium wojskowe na UW. Należał do Socjalistycznego Związku Studentów Polskich (od 1976 do 1981). Tytuł magistra filologii polskiej uzyskał, broniąc pracę pt. Świat poetycki Joanny Kulmowej. Następnie podjął krótkotrwałą pracę nauczyciela w szkole podstawowej.

### Praca w służbach specjalnych

#### W okresie PRL
W listopadzie 1982 zgłosił się do MSW i podjął pracę w Służbie Bezpieczeństwa. W czerwcu 1983 ukończył dwumiesięczny kurs podoficerski w Szkole Ruchu Drogowego MO w Piasecznie, otrzymując stopień kaprala. W okresie od sierpnia 1983 do lipca 1984 odbył studium podyplomowe w Ośrodku Kształcenia Kadr Wywiadowczych MSW w Starych Kiejkutach. Ukończył je z wynikiem dobrym, po czym został awansowany na podporucznika. W 1987 otrzymał stopień porucznika. Początkowo pracował w Biurze Techniki. Następnie rozpoczął pracę jako oficer wywiadu w XI Wydziale Departamentu I MSW. Zajmował się zwalczaniem „dywersji ideologicznej”. Aktywnie uczestniczył w operacjach mających na celu przejęcie kontroli nad organizacjami podziemia solidarnościowego w kraju i za granicą oraz w rozpracowywaniu środowisk Radia Wolna Europa. Wielokrotnie realizował także zadania wywiadowcze za granicą m.in. w Jugosławii (1987), Berlinie Zachodnim (1988 i 1989) i Austrii (1989). Był aktywnym członkiem PZPR i ZSMP (od 1982) oraz aktywistą w komitecie zakładowym partii.

#### W III RP
W sierpniu 1990 został pozytywnie zweryfikowany i przeszedł do Urzędu Ochrony Państwa. W latach 1990–1992 pracował w wydziale antyterrorystycznym Zarządu Wywiadu UOP. Później realizował zadania w Generalnym Inspektoracie Celnym. Od 1993 pracował w Zarządzie Kontrwywiadu UOP na kierunku wschodnim. W 2000 zdemaskował rezydenturę wywiadu rosyjskiego w Warszawie. Był wówczas oficerem w randze majora. W nagrodę otrzymał list osobisty z gratulacjami od premiera RP Jerzego Buzka. W związku z akcją musiał na pewien czas opuścić kraj. Od 2002 pełnił służbę w Agencji Wywiadu. Tam również zajmował się kierunkiem wschodnim, lecz głównie w aspekcie zabezpieczenia kontrwywiadowczego placówek dyplomatycznych. W latach 2000–2006 przebywał na placówce w Londynie jako I sekretarz ambasady RP, gdzie pod przykryciem dyplomaty pełnił funkcję rezydenta polskiego wywiadu. Był także oficerem łącznikowym między Agencją Wywiadu a Secret Intelligence Service (MI6).
W latach 2006–2009 był wykładowcą w Ośrodku Szkolenia Agencji Wywiadu w Starych Kiejkutach. W latach 2009–2013 pracował w centrali Agencji Wywiadu. W 2011 został awansowany na pułkownika. W październiku tego samego roku przeszedł na emeryturę ze stanowiska głównego specjalisty, ale jeszcze do grudnia 2013 pozostał w AW w charakterze konsultanta.

### Emerytura
Jest prezesem i jedynym udziałowcem firmy „New Media Business”. Od sierpnia 2016 do października 2017 realizował zlecenia dla Polskiej Wytwórni Papierów Wartościowych, gdzie zajmował się m.in. ochroną kontrwywiadowczą oraz sprawdzaniem kandydatów na jej pracowników. Współpracę zakończył w związku z aferą podsłuchową, w którą rzekomo miał być zamieszany. W styczniu 2019 został prezesem zarządu Fundacji Kontrwywiadu Gospodarczego i Obywatelskiego.
Został rzecznikiem prasowym zarejestrowanej w listopadzie 2018 partii Alternatywa Społeczna. Z jej ramienia zgłosił swój komitet wyborczy w wyborach prezydenckich w 2020, jednak nie zgłosił popartej odpowiednią liczbą podpisów kandydatury. Zgodnie z informacją udzieloną przez Krzysztofa Przybylaka (pełnomocnika Komitetu Wyborczego Piotra Wrońskiego) było to spowodowane łamaniem ówczesnej ustawy związanej z obostrzeniami związanymi z COVID-19 o przemieszczaniu się. Zebrane podpisy w liczbie powyżej 103 tys. zostały publicznie zniszczone.

#### Działalność publicystyczna
Od czasu przejścia na emeryturę zajął się działalnością literacką i publicystyczną. Związał się ze środowiskami prawicowymi. Został stałym komentatorem Telewizji Republika. Pisywał, a także udzielał wywiadów do tygodników „Sieci”, „Do Rzeczy” i „Gazety Polskiej” oraz kwartalnika „Fronda”. Był także komentatorem oraz współprowadzącym w telewizji internetowej wRealu24 oraz występował w audycjach Radia Wnet. Gościł i udzielał prelekcji w dyskusyjnym Klubie Ronina.
Od października 2017 do grudnia 2018 prowadził w serwisie YouTube kanał o nazwie SWT tv. Posiadał również blog na portalu Salon24.pl. Współpracował też z telewizją internetową wSensie.tv oraz Mediami Narodowymi, kanałem pod patronatem stowarzyszenia Marsz Niepodległości. W styczniu 2020 założył internetowe radio o nazwie „KChT Radio Ludzi Rozsądnych”, występuje w kanale youtube Jana Pińskiego.

## Awanse
- podporucznik – 1984
- porucznik – 1987

(...)
- pułkownik – 2011

## Odznaczenia
- Srebrny Krzyż Zasługi (1988)[16]
- Brązowa Odznaka „Za zasługi w ochronie porządku publicznego” (1988)[43]

## Życie prywatne
Był dwukrotnie żonaty. Pierwszy związek małżeński zawarł w 1982, drugi natomiast w 1995.

## Książki
- Weryfikacja: historia manipulacji i zdrady. Editions Spotkania, 2015. ISBN 978-83-7965-096-5. Brak numerów stron w książce[45]
- Spisek założycielski. historia jednego morderstwa. Warszawa: Editions Spotkania, 2015. ISBN 978-83-7965-036-1. Brak numerów stron w książce[46]
- Spowiedź życia. Warszawa: Editions Spotkania, 2016. ISBN 978-83-7965-156-6. Brak numerów stron w książce[47]
- Czas nielegałów: krótki kurs kontrwywiadu dla amatorów. Warszawa: Fronda, 2016. ISBN 978-83-8079-080-3. Brak numerów stron w książce[48]
- Reset, czyli weryfikacja spisku. Warszawa: Editions Spotkania, 2018. ISBN 978-83-7965-308-9. Brak numerów stron w książce[49]
- Sprawa kryptonim Holub. Warszawa: Magdalena Kośny, 2018. ISBN 978-83-951341-0-4[50].
- Morderstwo kontrolowane. Trup na którym założono III RP Warszawa: Piotr Wroński, 2025. ISBN 978-83-974705-5-2[51]